# Какербек (Кальбе)
Какербек (нем. Kakerbeck) — община в Германии, в земле Саксония-Анхальт.
Входит в состав района Зальцведель. Подчиняется управлению Арендзее-Кальбе. Население составляет 921 человек (на 31 декабря 2006 года). Занимает площадь 26,83 км².